# POP (B.O.L.Tのアルバム)
『POP』（ポップ）は、2020年7月15日にEVIL LINE RECORDSから発売されたB.O.L.Tのメジャーデビューアルバムである。
会場限定シングル『ここから』、2020年10月17日に開催したライブを収録したライブBlu-rayとライブアルバムについても記載する。

## 概要
B.O.L.Tが結成1周年記念日となる2020年7月15日にリリースしたメジャーデビューアルバム。初回限定盤（KICS-93922）と通常盤（KICS-3922）の2形態で発売した。初回限定盤にはアルバムリード曲「axis」のMUSIC VIDEOとMUSIC VIDEOのメイキングが収録されたBlu-rayが付属する。
「“B.O.L.T流POP”を掲げてメジャーへ飛び出していく」という思いが込められた作品で、さまざまな感情やシチュエーションを歌った楽曲群によって“1日”（「夜明け」「昼」「夕方」「夜」「深夜」）が表現されている。メロディックパンク畑のアーティストが提供するロック色の強いポップソングなどが特徴。
「POP」というタイトルには“ポピュラー”、“ポップミュージック”というグループのスタンスや目標のほか、「メジャーデビュー初作品として“飛び出す”」「喜怒哀楽のある“弾ける”日常を表現する」という意味合いが込められている。
2種類の腕時計が付属する「B.O.L.T BASIC LOGO WATCHバンドル盤」、「ナタリー×B.O.L.T コラボTシャツ付きCD」も発売した。
内藤るなは「最初、2人(小学生メンバーの青山・白浜)が歌詞の漢字の部分にふりがなを書いてたのがめちゃくちゃ可愛いなと思って見ていました（笑）。そうか、学校でまだ習ってないんだなって思いながら。」とエピソードを語った。
本作は2020年7月27日付のオリコン週間アルバムランキングにて14位を獲得した。

## 収録曲
収録曲は10曲に＋Bonus Track1曲の全11曲。（B.O.L.T：内藤るな、高井千帆、青山菜花、白浜あや）
| #   | タイトル                           | 作詞                    | 作曲                    | 編曲                    |
| --- | ---------------------------------- | ----------------------- | ----------------------- | ----------------------- |
| 1.  | 「星が降る街(ALBUM ver.)」         | 安野勇太（Hawaiian6）   | 安野勇太（Hawaiian6）   | 安野勇太（Hawaiian6）   |
| 2.  | 「足音」                           | 相馬絵梨子              | 滝澤俊輔                | IKW                     |
| 3.  | 「BON-NO BORN」                    | 桑原永江                | GONGON                  | GONGON                  |
| 4.  | 「宙に浮くぐらい」                 | 桑原永江                | GONGON                  | GONGON                  |
| 5.  | 「SLEEPY BUSTERS」                 | 金城昌秀                | 愛はズボーン            | 愛はズボーン            |
| 6.  | 「わたし色のトビラ」               | さとうもか              | さとうもか              | 谷川正憲（UNCHAIN）     |
| 7.  | 「axis」                           | やぎぬまかな / 前田甘露 | 松崎兵太                | 松崎兵太                |
| 8.  | 「スーパースター」                 | 長沼秀典（VELTPUNCH）   | 長沼秀典（VELTPUNCH）   | VELTPUNCH               |
| 9.  | 「夜更けのプロローグ(ALBUM ver.)」 | 磯部正文（HUSKING BEE） | 磯部正文（HUSKING BEE） | 磯部正文（HUSKING BEE） |
| 10. | 「寝具でSING A SONG」              | 川さん                  | ダイスケ                | PAN                     |

| #  | タイトル                 | 作詞     | 作曲     | 編曲     |
| -- | ------------------------ | -------- | -------- | -------- |
| 1. | 「ここから(ALBUM ver.)」 | 藤田卓也 | 藤田卓也 | 藤田卓也 |

### 星が降る街(ALBUM ver.)
- 作詞・作曲・編曲：安野勇太(Hawaiian6)。振付はHIROMI。
- 2019年7月15日の初ステージで初披露[6]。2019年8月23日に「星が降る街 / 夜更けのプロローグ」として配信リリースされ[7]、会場限定シングル「ここから」にも収録された楽曲「星が降る街」のアルバムバージョン。エモーショナルなロックナンバー[8]。
- 楽曲提供した安野勇太は「これからはじまる新しいグループとのことだったので背中を押せるような意識で作りました。」とコメントした[1]。

### 足音
- 作詞：相馬絵梨子、作曲：滝澤俊輔、編曲：IKW。振付はHIROMI。
- 2020年5月13日に先行配信リリース[9]。
- 青山菜花のソロパートで始まる、さわやかで疾走感あふれるメロディが印象的なナンバー[10]。

### BON-NO BORN
- 作詞：桑原永江、作曲・編曲：GONGON。振付はAnna（宇野木杏奈）。
- 2020年6月5日に先行配信リリース。配信ジャケットのアートワークはイラストレーターのフクザワが担当[11]。
- GONGONの“めちゃくちゃ語”がによって“煩悩”と“混沌”が表現されている[12][13]。
- 高井千帆はお気に入り曲の一つにこの曲を挙げ、GONGONによる“めちゃくちゃ語”の歌詞に初挑戦したことが印象に残っていると語った[1]。内藤るなは「特に今回は“めちゃくちゃ語”満載で、それをラップ調でも歌うんです。普通の歌詞やフレーズの中にめちゃくちゃ語が入ってきて、しかもラップ調ですから、レコーディングしながら実際に『煩悩がボーン！』しました（笑）。」とコメントした[14]。
- 作曲・編曲したGONGONは「より重厚なヘビーさとオルタナティブな要素を意識してみました。」とコメントした。

### 宙に浮くぐらい
- 作詞：桑原永江、作曲・編曲：GONGON。振付はAnna（宇野木杏奈）。
- 2020年1月15日に配信リリース。4人体制での最初の楽曲。
- 作曲・編曲したGONGONは「ポップでキャッチーで爽やかで、ちょっぴり切ない、けど飛びっきり前向きな仕上がりになり、僕自身もとっても大好きな一曲になりました。」[15]「わりと軽快なノリの中でミドルヘビーな感じを意識しました。」とコメントした[1]。
- 配信ジャケットは、イラストをGONGONの実の弟であるマルチクリエイター・菅原そうたが担当した。
- 2020年1月22日にミュージックビデオ[16]をYouTubeに公開、2月3日にはDance ver. MOVIE[17]を公開した。

### SLEEPY BUSTERS
- 作詞：金城昌秀、作曲・編曲：愛はズボーン。振付はHIROMI。
- 2020年2月7日に配信リリース。
- パワフルなサウンドと、金城昌秀によるアイロニカルなメッセージが込められた歌詞が特徴。配信ジャケットのアートワークも金城昌秀が担当した[18]。
- 白浜あやはお気に入り曲の一つにこの曲を挙げ、「レコーディングで苦戦したんですけど、がんばったぶん思い入れも強くて、自分で一番聴いている曲ですね。最後の『誰より速く走れる人だけが一等賞じゃない！』という歌詞が心にぐっと来ます。」とコメントした[1]。

### わたし色のトビラ
- 作詞・作曲：さとうもか、編曲：谷川正憲(UNCHAIN)。振付はHIROMI。

### axis
- アルバムリード曲。作詞：やぎぬまかな・前田甘露、作曲・編曲：松崎兵太。
- 初回限定盤にこの曲のMUSIC VIDEOとMUSIC VIDEOのメイキングを収録したBlu-rayが付属する。MVのディレクターは森田亮。
- 2020年6月26日に先行配信リリース。
- 2020年6月27日にミュージックビデオ[19]をYouTubeに公開した。
- テレ玉「HOTWAVE」2020年7月度エンディングテーマ。
- メンバーは「だんだんと気持ちが強くなっていく情景が思い浮かびます」（高井）、「ライブを重ねるたびにエモくなっていく曲」（内藤）、「ライブですごく盛り上がりそうな曲」（青山）、「ライブでもお客さんにしっかり思いを届けられたらいいなと思います」（白浜）と語っている[1]。
- 作曲・編曲したSHANKの松崎兵太は、「新しい景色に飛び込んでいくようなイメージで書かせてもらいました。」[20]「夕方から夜になる時間帯の明るすぎず、暗すぎず、景色が移り変わっていくような楽曲をイメージしました。」とコメントした[1]。
- 配信ジャケットのアートワークをイラストレーターの愛菜が担当した。

### スーパースター
- 作詞・作曲：長沼秀典(VELTPUNCH)、編曲：VELTPUNCH。
- 内藤るなと青山菜花はお気に入り曲の一つにこの曲を挙げ、「こういう雰囲気の曲がホントに好きなんですよ。思い焦がれるみたいな。なのでこの曲をもらえたときは、『B.O.L.Tでもこういう恋愛ソングを歌えるんだ……！』とすごくうれしかったです。」（内藤）、「優しくて心に響く感じの曲で、レコーディングではその雰囲気を歌に込めるのが難しかったんですけど、一生懸命がんばった曲なのでお気に入りです。」（青山）とコメントした[1]。

### 夜更けのプロローグ(ALBUM ver.)
- 作詞・作曲・編曲：磯部正文(HUSKING BEE)。振付はHIROMI。
- 2019年8月3日の「TOKYO IDOL FESTIVAL 2019」で初披露[21]。
- 2019年8月23日に「星が降る街 / 夜更けのプロローグ」として配信リリースされ[7]、会場限定シングル「ここから」にも収録された楽曲「夜更けのプロローグ」のアルバムバージョン。
- 楽曲提供した磯部正文は「ちょうど彼女たちにさまざまな変化があるタイミングで、新境地に向かう高揚感や哀愁感と共に、お客さんとの一体感が生まれるような楽曲を意識しました。」とコメントした[1]。

### 寝具でSING A SONG
- 作詞：川さん、作曲：ダイスケ、編曲：PAN。振付はHIROMI。

### ここから(ALBUM ver.)
- 作詞・作曲・編曲：藤田卓也。
- 会場限定シングル「ここから」に収録している表題曲のアルバムバージョン。
- 2019年11月15日の初単独イベントで初披露[22]。

## ここから (B.O.L.Tの曲)
『ここから』は、2019年11月15日にEVIL LINE RECORDSより発売されたB.O.L.Tの会場限定シングルである。

### 概要
2019年11月15日から会場限定で発売されたシングル（NMAX 1342）である。会場限定シングルではあるが、キングレコードの公式販売サイトより通販で購入することも可能となっている。
2019年11月11日に「ここから」のEXTRA MOVIEがYouTubeにて公開された。
CD発売日となった2019年11月15日に平瀬美里がB.O.L.Tを脱退したので、本作がB.O.L.T結成メンバー5人で収録された最後の作品となった。
カップリング曲「星が降る街」、「夜更けのプロローグ」は2019年8月23日に配信限定EP『星が降る街/夜更けのプロローグ』として配信された楽曲が収録された。
本作に収録された「ここから」、「星が降る街」、「夜更けのプロローグ」について、平瀬美里脱退後のメンバー4人で再録された音源が「ALBUM ver.」として1stアルバム『POP』に収録されている。
収録曲
1. ここから（作詞・作曲・編曲：藤田卓也）
2. 星が降る街（作詞・作曲・編曲：安野勇太）
3. 夜更けのプロローグ（作詞・作曲・編曲：磯部正文）
4. ここから（off vocal ver.）
5. 星が降る街（off vocal ver.）
6. 夜更けのプロローグ（off vocal ver.）

## ライブBlu-ray
B.O.L.T「POP」ONE MAN LIVE＠Zepp Tokyoは、2021年3月10日に発売されたB.O.L.TのライブBlu-ray（映像作品）。2020年10月17日にZepp Tokyoで開催したB.O.L.T初のワンマンライブの映像を収録している。品番：NXD-1065。
収録内容
1. 星が降る街
2. 足音
3. BON-NO BORN
4. 宙に浮くぐらい
5. SLEEPY BUSTERS
6. SLEEPY BUSTERS
7. わたし色のトビラ
8. axis
9. スーパースター
10. 夜更けのプロローグ
11. 寝具でSING A SONG
12. ここから
13. Don’t Blink
14. 星が降る街

映像特典
- メイキング映像

## ライブ音源先行配信
B.O.L.T「POP」ONE MAN LIVE@Zepp Tokyo(2020.10.17)は、2021年3月3日に配信限定リリースされたB.O.L.Tのライブ・アルバム。2020年10月17日にZepp Tokyoで開催したB.O.L.T初のワンマンライブの音源を収録している。
収録内容
1. INTRO from 「POP」ONE MAN LIVE@Zepp Tokyo(2020.10.17)
2. 星が降る街 from 「POP」ONE MAN LIVE@Zepp Tokyo(2020.10.17)
3. 足音 from 「POP」ONE MAN LIVE@Zepp Tokyo(2020.10.17)
4. BON-NO BORN from 「POP」ONE MAN LIVE@Zepp Tokyo(2020.10.17)
5. 宙に浮くぐらい from 「POP」ONE MAN LIVE@Zepp Tokyo(2020.10.17)
6. SLEEPY BUSTERS MEGAMAX from 「POP」ONE MAN LIVE@Zepp Tokyo(2020.10.17)
7. わたし色のトビラ from 「POP」ONE MAN LIVE@Zepp Tokyo(2020.10.17)
8. axis from 「POP」ONE MAN LIVE@Zepp Tokyo(2020.10.17)
9. スーパースター from 「POP」ONE MAN LIVE@Zepp Tokyo(2020.10.17)
10. 夜更けのプロローグ from 「POP」ONE MAN LIVE@Zepp Tokyo(2020.10.17)
11. 寝具でSING A SONG from 「POP」ONE MAN LIVE@Zepp Tokyo(2020.10.17)
12. ここから from 「POP」ONE MAN LIVE@Zepp Tokyo(2020.10.17)
13. Don't Blink from 「POP」ONE MAN LIVE@Zepp Tokyo(2020.10.17)
14. 星が降る街 [ENCORE] from 「POP」ONE MAN LIVE@Zepp Tokyo(2020.10.17)